# آنا مرسيدس موريس
آنا مرسيدس موريس (بالإنجليزية: Anna Mercedes Morris)‏ هي ممثلة أمريكية، ولدت في 6 نوفمبر 1977 في تشارلوت في الولايات المتحدة.

## وصلات خارجية
- آنا مرسيدس موريس على موقع IMDb (الإنجليزية)
- آنا مرسيدس موريس على موقع قاعدة بيانات الفيلم (الإنجليزية)